# 抵抗运动
抵抗运动是指一个团体或几个团体组织，在被占领国内抵抗入侵者，或在一个主权国家内抵抗当局的运动。尤指在被佔領國家中的秘密組織；通常用來表示在第二次世界大戰期間為了抵抗軸心國而進行的地下運動。抵抗运动可以采取武力，也可以采用非暴力手段。为争取政治自由的抵抗运动领导者通常被称为“自由斗士”。